# Dohem
Dohem és un municipi francès situat al departament del Pas de Calais i a la regió dels Alts de França. L'any 2007 tenia 750 habitants.

## Demografia

### Població
El 2007 la població de fet de Dohem era de 750 persones. Hi havia 258 famílies de les quals 56 eren unipersonals (24 homes vivint sols i 32 dones vivint soles), 87 parelles sense fills, 103 parelles amb fills i 12 famílies monoparentals amb fills.
La població ha evolucionat segons el següent gràfic:
Habitants censats

### Habitatges
El 2007 hi havia 275 habitatges, 260 eren l'habitatge principal de la família, 2 eren segones residències i 13 estaven desocupats. 273 eren cases i 1 era un apartament. Dels 260 habitatges principals, 221 estaven ocupats pels seus propietaris, 33 estaven llogats i ocupats pels llogaters i 6 estaven cedits a títol gratuït; 5 tenien dues cambres, 15 en tenien tres, 49 en tenien quatre i 191 en tenien cinc o més. 205 habitatges disposaven pel capbaix d'una plaça de pàrquing. A 113 habitatges hi havia un automòbil i a 128 n'hi havia dos o més.

### Piràmide de població
La piràmide de població per edats i sexe el 2009 era:
| Homes | Edats   | Dones |
| ----- | ------- | ----- |
| 4     | 95 o +  | 0     |
| 0     | 90 a 94 | 0     |
| 0     | 85 a 89 | 8     |
| 4     | 80 a 84 | 8     |
| 4     | 75 a 79 | 4     |
| 24    | 70 a 74 | 4     |
| 20    | 65 a 69 | 16    |
| 8     | 60 a 64 | 12    |
| 16    | 55 a 59 | 20    |
| 12    | 50 a 54 | 8     |
| 16    | 45 a 49 | 16    |
| 16    | 40 a 44 | 20    |
| 24    | 35 a 39 | 12    |
| 44    | 30 a 34 | 24    |
| 32    | 25 a 29 | 36    |
| 16    | 20 a 24 | 28    |
| 40    | 15 a 19 | 36    |
| 48    | 10 a 14 | 32    |
| 32    | 5 a 9   | 24    |
| 16    | 0 a 4   | 24    |

## Economia
El 2007 la població en edat de treballar era de 463 persones, 334 eren actives i 129 eren inactives. De les 334 persones actives 305 estaven ocupades (168 homes i 137 dones) i 29 estaven aturades (12 homes i 17 dones). De les 129 persones inactives 49 estaven jubilades, 49 estaven estudiant i 31 estaven classificades com a «altres inactius».

### Ingressos
El 2009 a Dohem hi havia 271 unitats fiscals que integraven 739,5 persones, la mediana anual d'ingressos fiscals per persona era de 15.587 €.

### Activitats econòmiques
Dels 19 establiments que hi havia el 2007, 1 era d'una empresa extractiva, 8 d'empreses de construcció, 3 d'empreses de comerç i reparació d'automòbils, 3 d'empreses de transport, 1 d'una empresa d'hostatgeria i restauració, 1 d'una empresa financera i 2 d'empreses de serveis.
Dels 7 establiments de servei als particulars que hi havia el 2009, 1 era una oficina de correu, 3 paletes, 1 fusteria, 1 lampisteria i 1 empresa de construcció.
L'any 2000 a Dohem hi havia 21 explotacions agrícoles que ocupaven un total de 840 hectàrees.

## Equipaments sanitaris i escolars
El 2009 hi havia una escola elemental integrada dins d'un grup escolar amb les comunes properes formant una escola dispersa.

## Poblacions més properes
El següent diagrama mostra les poblacions més properes.